# Dipartimento di Sédhiou
Il dipartimento di Sédhiou (fr. Département de Sédhiou) è un dipartimento del Senegal, appartenente alla regione di Sédhiou. Il capoluogo è la città di Sédhiou, capoluogo regionale.
Il dipartimento di Sédhiou comprende 3 comune e 3 arrondissement:
comuni:
- Dianah Malary
- Marsassoum
- Sédhiou

arrondissement:
- Djiredji
- Diendé
- Djibabouya